# Системное мышление
Системное мышление —  это мышление с использованием основных понятий и мыслительных приёмов системного подхода (systems approach).
Системное мышление - это способ мышления, который позволяет рассматривать сложные системы в их целостности, учитывая взаимодействия и взаимосвязи между их составляющими. Оно помогает бороться со сложностью в различных проектах, позволяя выделять важные моменты и удерживать их внимание на протяжении всего проекта. Системное мышление также позволяет связывать разные объекты разного масштаба и думать о предметах самой разной сложности - от физических объектов до киберфизических систем и организаций. Оно является универсальным и не зависит от того, кто его применяет - людей, искусственный интеллект или коллективные агенты. Системное мышление также позволяет заниматься творчеством и развивать инновационные решения, а также эффективно управлять вниманием в сложных коллективных проектах.

## Разнообразие вариантов
Есть много разных вариантов системного подхода, существенно отличающихся друг от друга в степени проработанности, используемой ими терминологии и деталях, но совпадающих в своих основах. Главное во всех вариантах системного подхода — это многоуровневое рассмотрение системы как части какой-то надсистемы сначала, чтобы потом рассматривать подсистемы как части системы. Этот мыслительный ход (сначала к надсистеме, «наверх» по системным уровням, потом к подсистеме, «вниз» по системным уровням) выполняется на много уровней вверх и вниз. Речь идёт о выделении систем, надсистем, подсистем исключительно вниманием прямо на работающей/функционирующей системе. Никакой разборки систем на физические отдельные части не производится. В ходе физической сборки/разборки во время создания системы (а не во время использования/работы/функционирования) такое «строительное» рассмотрение конструктивных/материальных частей системы тоже есть, но оно в системном мышлении оказывается не главное. Главное — это в момент использования/работы/функционирования, и вот эти функциональные части системы (функциональные объекты, роли) выделаются вниманием.
Системное мышление 3.0 деантропоцентрично и применяется к безмасштабному миру систем, а не только к "миру людей". Описания третьего поколения системного мышления являются универсальными, фундаментальными и применимыми к разным видам систем, таким как системы машинного обучения и искусственного интеллекта, личность, автомобиль, системы молодёжных субкультур и другие.